# Kolumb
Kolumb – imię pochodzenia łacińskiego. Wywodzi się od słowa columba oznaczającego "gołębia". Nosiło je kilku świętych.
Żeńskim odpowiednikiem, i imieniem iroszkockich mnichów, jest Kolumba.
Kolumb imieniny obchodzi 9 czerwca.